# Oolitic
Oolitic is een plaats (town) in de Amerikaanse staat Indiana, en valt bestuurlijk gezien onder Lawrence County.

## Demografie
Bij de volkstelling in 2000 werd het aantal inwoners vastgesteld op 1152.
In 2006 is het aantal inwoners door het United States Census Bureau geschat op 1126, een daling van 26 (-2,3%).

## Geografie
Volgens het United States Census Bureau beslaat de plaats een oppervlakte van
2,1 km², geheel bestaande uit land. Oolitic ligt op ongeveer 173 m boven zeeniveau.

## Plaatsen in de nabije omgeving
De onderstaande figuur toont nabijgelegen plaatsen in een straal van 32 km rond Oolitic.